# Sidodowo
Sidodowo is een bestuurslaag in het regentschap Lamongan van de provincie Oost-Java, Indonesië. Sidodowo telt 4157 inwoners (volkstelling 2010).